# اريك هارينجتون
اريك هارينجتون هو سياسي كندي، ولد في 6 يونيو 1820 بسنت أندروز في المملكة المتحدة، وتوفي في 4 سبتمبر 1898 في كندا. حزبياً، نشط في حزب أونتاريو المحافظ التقدمي. وقد انتخب عضو برلمان مقاطعة أونتاريو.